# Siphona sonorensis
Siphona sonorensis là một loài ruồi trong họ Tachinidae.